# Pjotr Tjichatjov
Pjotr Aleksandrovitj Tjichatjov  (ryska: Пётр Алекса́ндрович Чихачёв), född 16 augusti 1812 i Gattjina, död 13 oktober 1890 i Florens, var en rysk geolog, biolog och upptäcktsresande.
Tjichatjev, som från början var diplomat, utforskade Altajgebitet 1842-43 och ägnade sedan ingående studier åt Mindre Asien. Han utgav Voyage scientifique, dans l’Altai et dans les contrées adjacentes (1846) och Asie mineure (åtta band och tre atlaser 1852-69).

## Publikation
- Voyage scientifique dans l'Altaï oriental et les parties adjacentes de la frontière de Chine, 1845, Paris
- Lettres sur la Turquie, 1850, Bruxelles
- Asie Mineure: Description physique, statistique et archéologique de cette contrée, huit volumes 1852-1868, Paris
- Le Bosphore et Constantinople, 1864, 1877
- Considérations géologiques sur les îles océaniques, 1878
- Espagne, Algérie et Tunisie, 1880, Paris ; Spanien, Algieren und Tunis, Leipzig, 1882
- Études de géographie et d'histoire naturelle, 1890

Auktorsnamnet Tchich. kan användas för Pjotr Tjichatjov i samband med ett vetenskapligt namn inom botaniken; se Wikipediaartiklar som länkar till auktorsnamnet.